# Pierre-Charles Canot
Pierre-Charles Canot (* 1710 in Paris; † 1777 in London) war ein französischer Zeichner und Kupferstecher des Rokoko, der ab 1740 in England arbeitete und für seine maritimen Darstellungen, Genreszenen und Landschaften bekannt wurde.

## Leben
Pierre-Charles Canot wurde 1710 in Paris, nach einer anderen Quelle 1712 nahe Paris, geboren. Er war der ältere Bruder des Zeichners und Dekorateurs Philippe Canot. Pierre-Charles Canot absolvierte in Paris eine Lehre als Kupferstecher und siedelte 1740 nach London, wo er in der Fleet Street in the Strand 115 eine Werkstatt betrieb, über. 1770 wurde er Mitglied der Royal Academy of Arts. 1777 starb er in Kentish Town, heute ein Stadtteil von London.
Pierre-Charles Canot arbeitete nach niederländischen Meistern des 17. Jahrhunderts und zeitgenössischen Künstlern. Das Gemälde Pyramus und Thisbe von Leonaert Bramer ist nur noch in der Abbildung Canots erhalten. Pierre-Charles Canot gilt als einer der herausragenden Kupferstecher im England des 18. Jahrhunderts. Nach Charles Blanc umfasst das hinterlassene Werk Canots mehr als 175 Kupferstiche. Christopher Norton (1738–1799) war ab 1755 Canots Schüler.

## Werke
- Eine leichte Brise, nach Ludolf Bakhuizen.
- Eine frische Brise, nach Willem van de Velde der Jüngere.
- Ruhe, nach Willem van de Velde.
- Sturm, nach Willem van de Velde.
- Rückkehr vom Markt, nach Pieter van Laer.
- Der verliebte Trinker, nach David Teniers der Jüngere.
- Die holländischen Raucher, nach Teniers.
- Der Mittag, nach Jean-Baptiste Pillement.
- Der Herbst, nach Pillement.
- Der Winter, nach Pillement.
- Ein Dorffest, nach Adriaen van Ostade.
- Pyramus und Thisbe, nach einem verloren gegangenen Gemälde von Leonaert Bramer
- Der Sturm, nach Simon de Vlieger.
- Italienische Landschaft, nach Gaspard Poussin.
- Landschaft, nach Claude Lorrain.
- Sonnenaufgang über einem Hafen, nach Claude Lorrain.
- Zwei Landschaften, nach Philipp Peter Roos.
- Ansichten der Westminster Bridge und der London Bridge, nach Samuel Scott.
- Sieben Ansichten der Fuchsjagd, nach John Wootton.
- Die Seeschlacht von Çeşme, vier Blätter, 1770
- Die Ansichten der Schiffswerfte des Königs von England, sechs Blätter

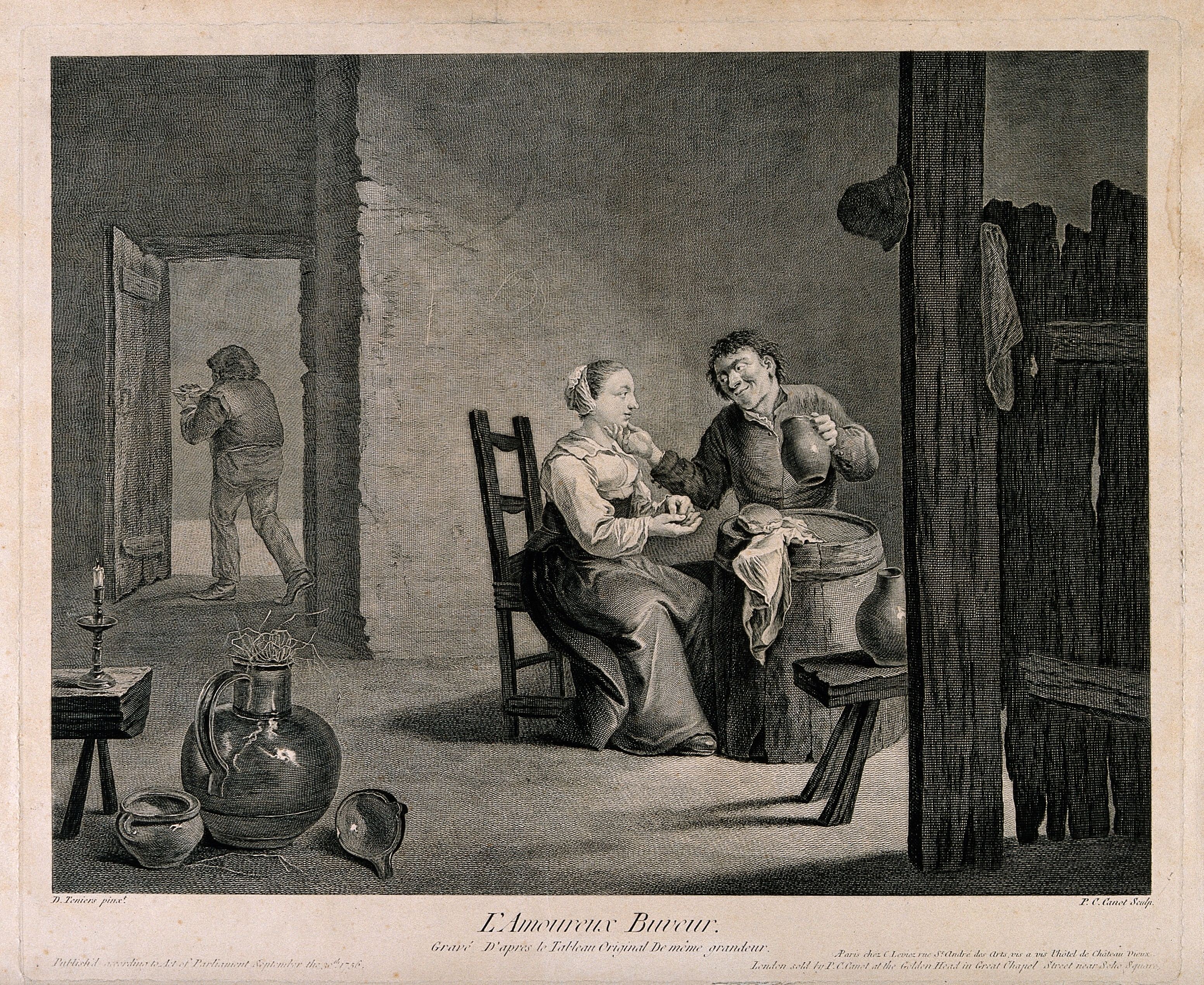
Der verliebte Trinker nach Teniers
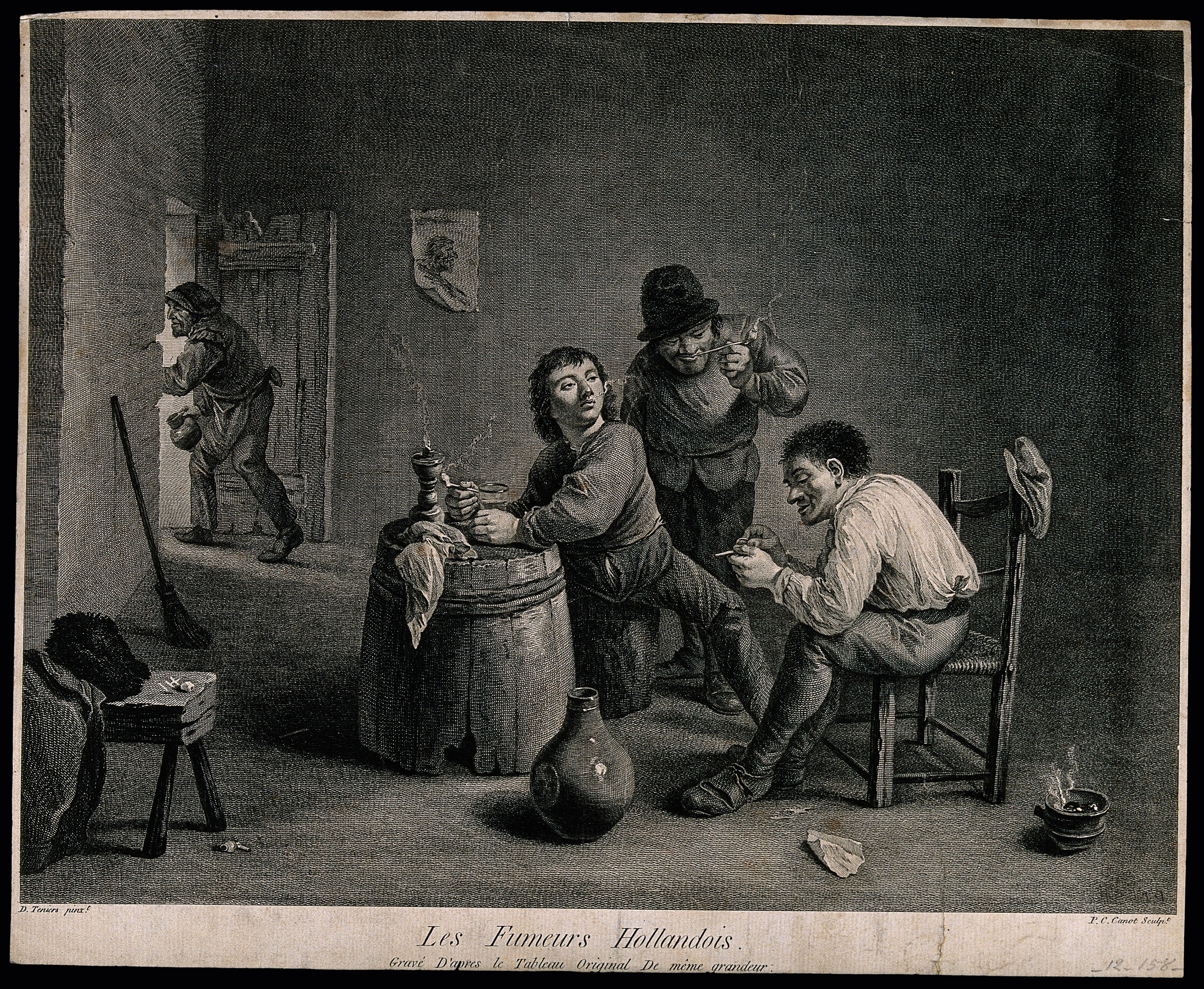
Die holländischen Raucher nach Teniers
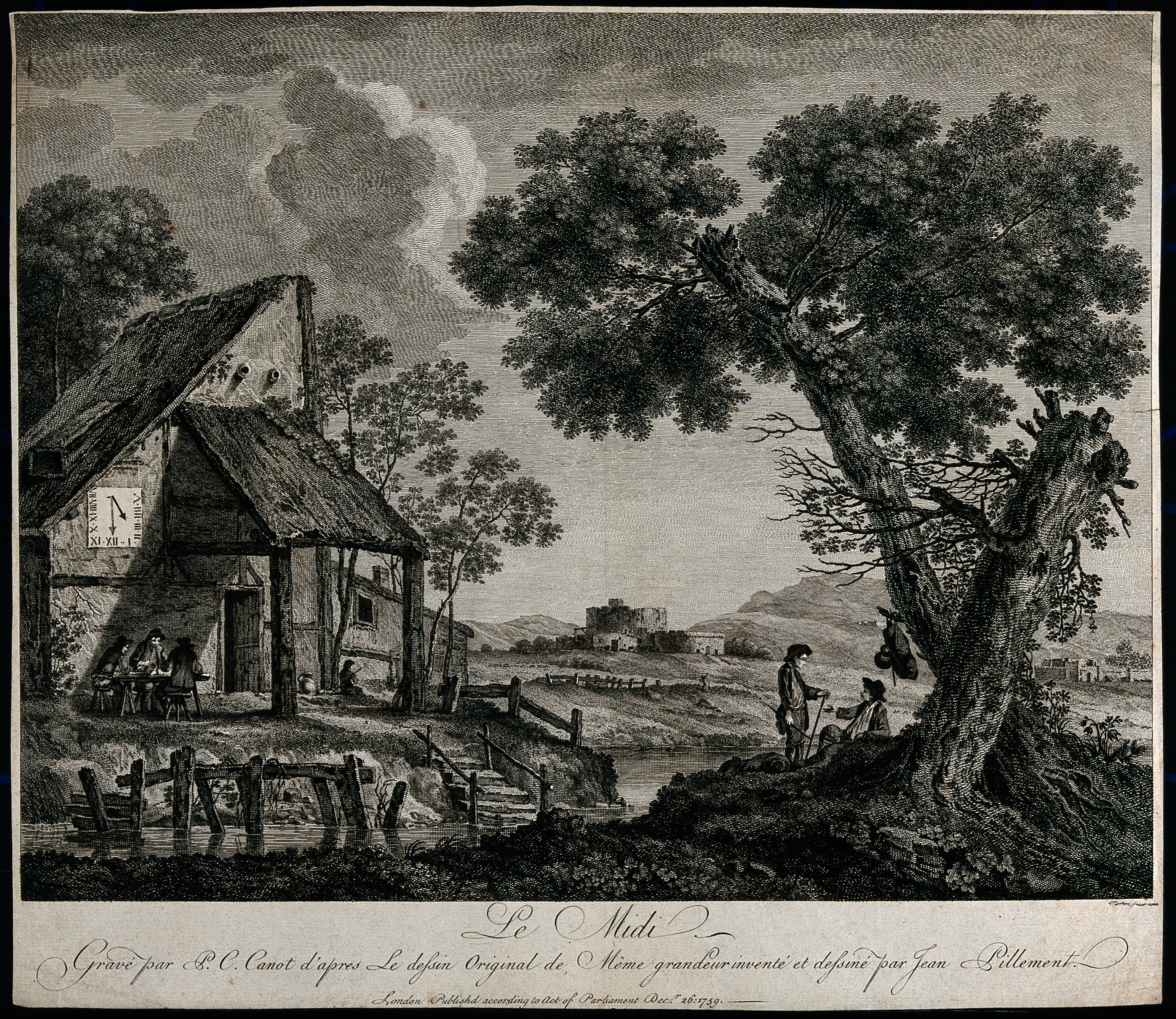
Le Midi nach Pillement
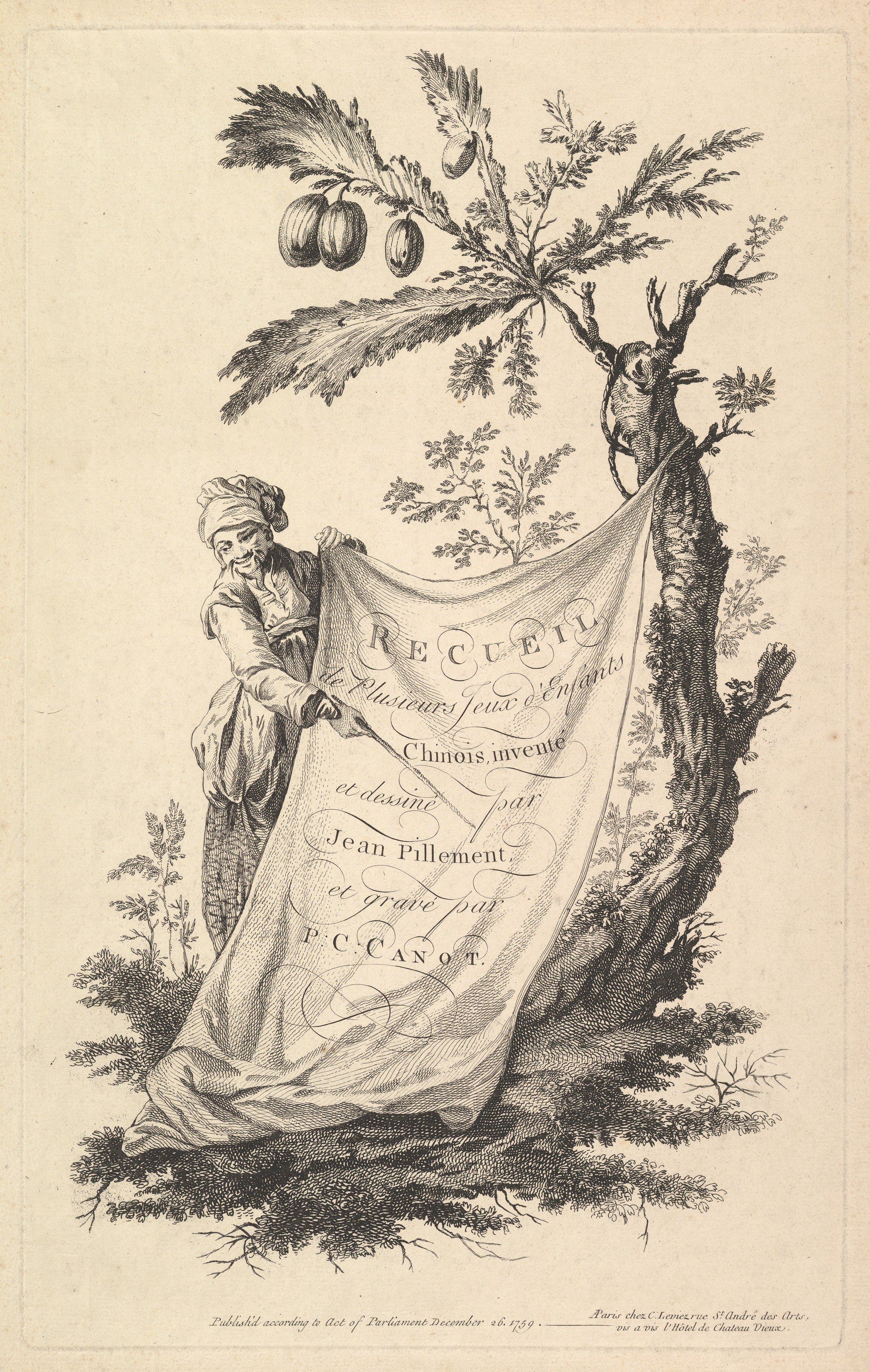
Titelblatt zu Chinoiserien nach Pillement
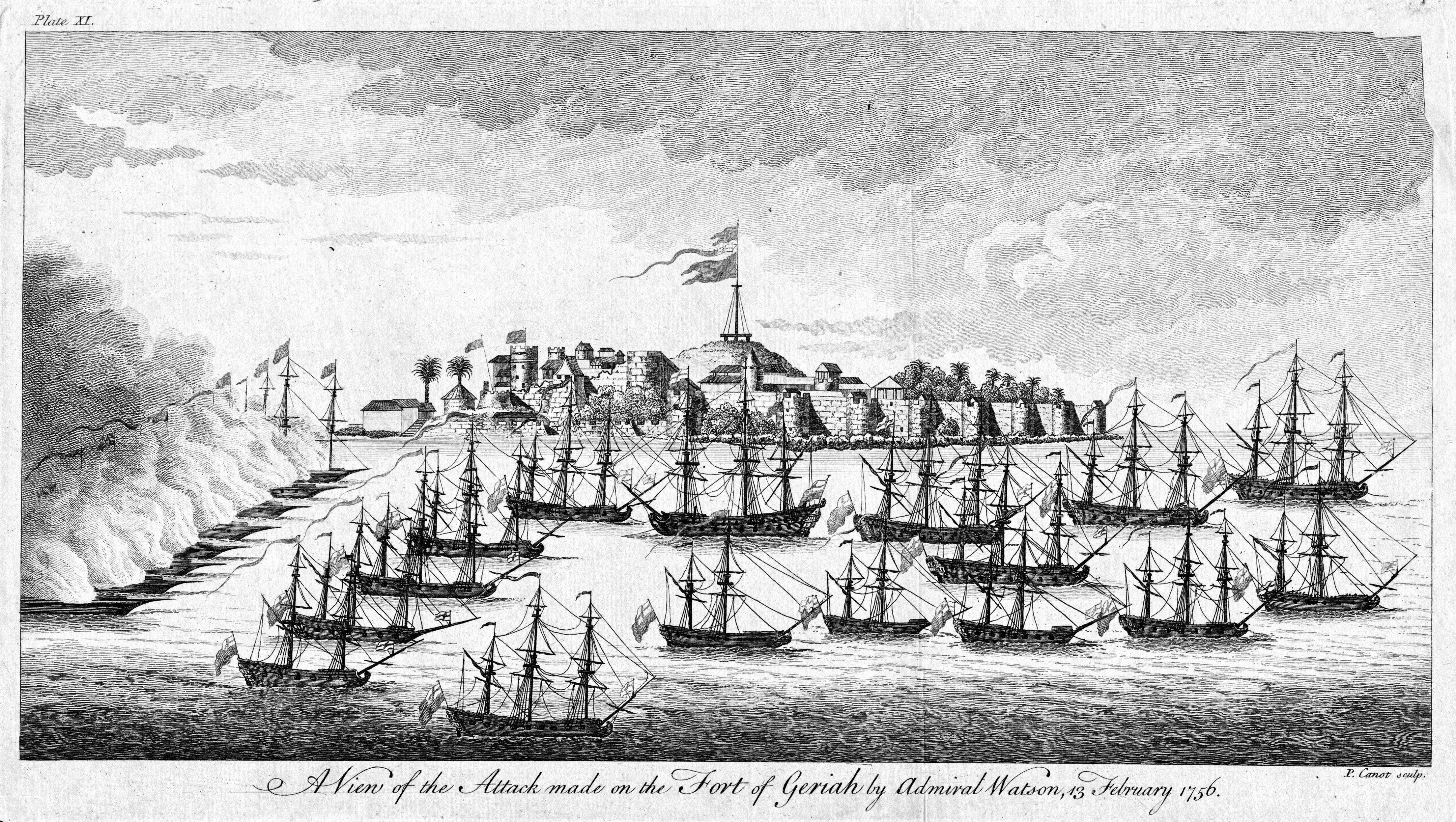
Der Angriff auf Fort Geriah, 1756
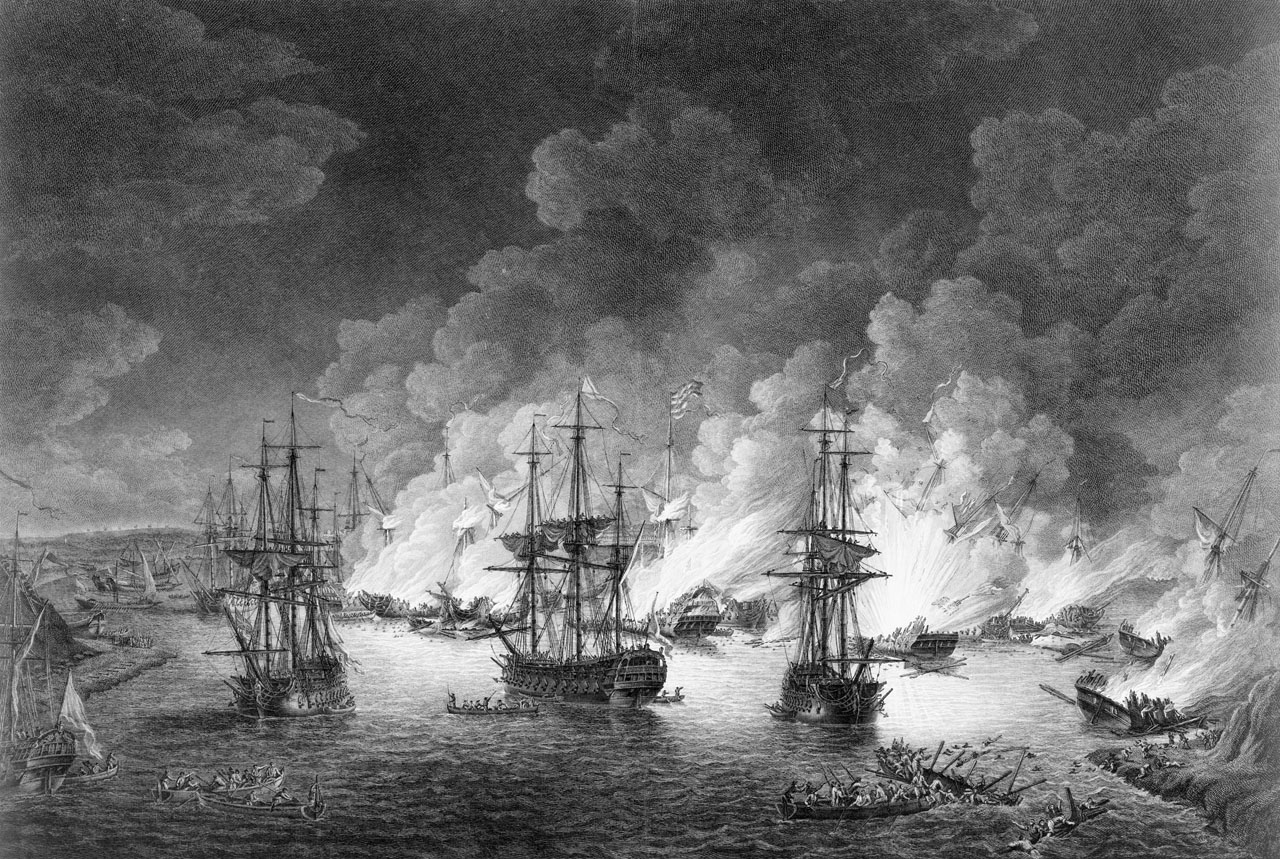
Die Seeschlacht von Çeşme